# Gyeongsang Południowy
Gyeongsang Południowy (kor. 경상남도) – prowincja położona na południowym wschodzie Korei Południowej. Stolicą jest Changwon.

## Historia
Przed 1895 rokiem dzisiejszy Gyeongsang Południowy był częścią prowincji Gyeongsang, jednej z ośmiu prowincji Korei podczas panowania dynastii Joseon. W 1895 roku południowa część Gyeongsang została zastąpiona dwoma dystryktami: Jinju na zachodzie i Dongnae na wschodzie. W 1896 roku oba te dystrykty połączono w jedną prowincję, dzisiejszy Gyeongsang Południowy.
Stolica prowincji pierwotnie znajdowała się w Jinju. W 1925 roku przeniesiono ją do Pusanu. W 1948 Gyeongsang Południowy został częścią Republiki Korei. W 1963 Pusan uzyskał status miasta rządzonego niezależnie od prowincji (tzw. Jikhalsi) i jest osobną jednostką administracyjną. W 1983 roku przeniesiono stolicę z Busanu do Changwon. 2 lata później Pusan został miastem na prawach metropolii. W 1997 roku także Ulsan został miastem metropolią i tym samym odrębną od prowincji jednostką administracyjną.

## Geografia
Prowincja jest częścią regionu Yeongnam. Od wschodu granicą jest Morze Wschodnie (Morze Japońskie), od południa Cieśnina Koreańska, od północy prowincja Gyeongsang Północny a od zachodu Jeolla Północna i Jeolla Południowa. Główną rzeką prowincji jest Naktong-gang.

## Gospodarka
Produkty rolnicze to głównie ryż, fasola, ziemniaki, jęczmień a także bawełna, sezam oraz owoce. Ważną gałęzią gospodarki jest także rybołówstwo i produkty morskie.

## Atrakcje
W prowincji Gyeongsang Południowy znajduje się Haein sa, świątynia buddyjska z 802 roku, zawierająca Tripitakę z okresu Goryeo (Palman Daejanggyeong), najstarszą na świecie, kompletną kolekcję buddyjskich pism. Świątynia ta mieści się w parku narodowym wokół góry Jiri (1915 m n.p.m.) na granicy z Jeolla Północną.

## Podział administracyjny
Gyeongsang Południowy podzielony jest na 8 miast (kor. si) oraz 10 powiatów (kor. gun).

### Miasta
- Changwon (창원시; 昌原市)
- Geoje (거제시; 巨濟市)
- Gimhae (김해시; 金海市)
- Jinju (진주시; 晋州市)
- Miryang (밀양시; 密陽市)
- Sacheon (사천시; 泗川市)
- Tongyeong (통영시; 統營市)
- Yangsan (양산시; 梁山市)

### Powiaty
- Changnyeong (창녕군; 昌寧郡)
- Geochang (거창군; 居昌郡)
- Goseong (고성군; 固城郡)
- Hadong (하동군; 河東郡)
- Haman (함안군; 咸安郡)
- Hapcheon (합천군; 陜川郡)
- Hamyang (함양군; 咸陽郡)
- Namhae (남해군; 南海郡)
- Sancheong (산청군; 山淸郡)
- Uiryeong (의령군; 宜寧郡)

### Klasztory buddyjskie
- Chilbul sa
- Haein sa
- Pongnim sa
- Pyochung sa
- Seongju sa
- Ssanggye sa
- Daewon sa
- Tongdo sa
- Weolgwang sa